# Classe Asama
La classe Asama fut la première classe de croiseur cuirassé  construite au Royaume-Uni pour la Marine impériale japonaise. 
Elle comprenait deux unités : Asama et Tokiwa.

## Conception
Les deux croiseurs de la classe Asama ont été la première paire des six croiseurs cuirassés commandés auprès de chantiers navals à l'étranger après la guerre sino-japonaise de 1894-95. Dans le cadre du "Programme Six-Six" (six cuirassés et six croiseurs)  ces navires furent destinés à former l'épine dorsale de la marine impériale japonaise. 
La construction de la classe Asama  fut effectuée par la  Armstrong Whitworth à Elswick. Le cahier des charges de la marine impériale permit de légères modifications par rapport à la conception initiale. 

Au moment de leur achèvement, les deux croiseurs de classe Asama étaient considérés comme les plus rapides. Armés et blindés lourdement, ils bénéficièrent de quelques années de suprématie. Mais le développement extrêmement rapide de la technologie fit que cette conception de croiseurs cuirassés fut tout de même vite dépassée.
L'artillerie principal  fut constituée de canons de 203 mm, calibre 45, en double-tourelles en avant et arrière du navire. Les tourelles avaient  une rotation gauche-droite de 150 degrés et une élévation de 30 degrés permettant des tirs à 18 000 mètres.  

L'artillerie secondaire de canons de 152 mm, en calibre 40, avait une portée de 9 100 mètres, et pouvait tirer cinq obus par minute (jusqu'à sept par minute pour un équipage  très qualifié).  Ils étaient aussi dotés d'un bélier de proue.

## Histoire
Les deux croiseurs de classe Asama ont bénéficié de la plus longue durée de vie opérationnelle de tous les navires de la Marine impériale japonaise grâce aux performances du constructeur.

Les deux ont été rayés des services après la fin de la Seconde Guerre mondiale. 
- Asama :

l' Asama a participé à la révolte des Boxers entre 1899 et 1901, à la guerre russo-japonaise (1904-1905) et de la Première Guerre mondiale. Puis il servit plus tard comme navire-école, et dépouillé de ses armes, comme caserne flottante. Il a survécu à la Seconde Guerre mondiale, et a été abandonné en 1947. 
- Tokiwa :

Le Tokiwa participé à la guerre russo-japonaise et à la Première Guerre mondiale. Il servit ensuite comme navire-école, et a  été converti en mouilleur de mines. Il participa aussi à la guerre du Pacifique. Il échoua après avoir été endommagé par une attaque aérienne le 9 août 1945 et a été abandonné en 1947.

## Les unités de la classe
| Nom    | Lancement      | Armement     | Chantier naval                            | Fin de carrière                          | Photo |
| ------ | -------------- | ------------ | ----------------------------------------- | ---------------------------------------- | ----- |
| Asama  | 22 mars 1898   | 18 mars 1899 | Armstrong Whitworth à Elswick Royaume-Uni | rayé le 30 novembre 1945 détruit en 1947 |       |
| Tokiwa | 6 juillet 1898 | 18 mai 1899  | Armstrong Whitworth à Elswick Royaume-Uni | coulé le 9 août 1945                     |       |

## Sources
- (en) Cet article est partiellement ou en totalité issu de l’article de Wikipédia en anglais intitulé « Asama-class cruiser » (voir la liste des auteurs).